# Qantas Founders Museum

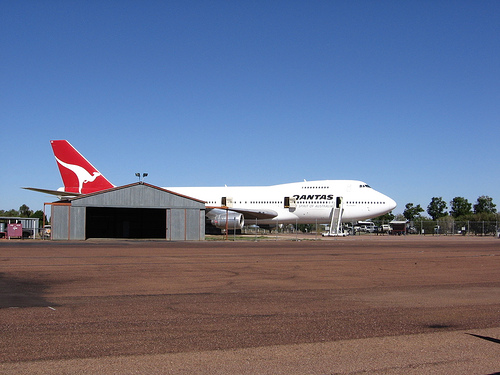
Der denkmalgeschützte Hangar vor der Boeing 747 des Museums

Das Qantas Founders Outback Museum (deutsch: Qantas-Gründermuseum) ist ein Luftfahrtmuseum in Longreach, Queensland, Australien. Longreach war von 1921 bis 1929 der Sitz von Qantas.

## Qantas-Geschichte
Das Museum zeigt die Fluggeschichte von Qantas, der zweitältesten ununterbrochen registrierten Fluggesellschaft der Welt und der ältesten und größten Fluggesellschaft Australiens, die zunächst als Queensland and Northern Territory Aerial Services LTD. am 16. November 1920 in Winton gegründet wurde und 1921 nach Longreach kam. 
Mit dem historischen Hangar von 1922 als Mittelpunkt zeigt das Museum unterschiedliche Flugzeuge von historischer Bedeutung für Qantas. Es beherbergt zum Beispiel das erste in ihrem Betrieb befindliche Strahlflugzeug, eine Boeing 707-138, cn 17696/29, die im Juli 1959 mit dem Luftfahrzeugkennzeichen VH-EBA in Betrieb genommen wurde. Sie wurde im September 1961 unter anderem durch den Einbau neuer Turbofantriebwerke auf den Stand der 707-138B gebracht. 1969 wurde sie an PWA, eine ehemalige kanadische Fluggesellschaft (siehe auch Canadian Airlines International sowie Air Canada), verkauft und nach mehreren Besitzerwechseln und längeren Stillstandszeiten von 2002 bis 2006 auf dem Flughafen Southend in England restauriert. Nach mehreren Testflügen unter dem noch immer gültigen Kennzeichen VH-XBA fand im Dezember 2006 in einem 28-stündigen Flug die Überführung nach Australien statt und schließlich am 10. Juni 2007 zu seiner Aufstellung nach Longreach. Genau diese 707 ist das älteste noch flugfähige Flugzeug dieses Typs.
Ein weiteres Großexponat stellt eine Boeing 747-238B, cn 22145/410 mit dem Kennzeichen VH-EBQ dar, die gänzlich vom Publikum betreten und besichtigt werden kann. Dieses Flugzeug, das „City of Bunbury“ benannt wurde und dasselbe Kennzeichen wie zur Inbetriebnahme hat, unternahm seinen Erstflug am 28. November 1979 und war eine Schenkung von Qantas an das Museum im Jahr 2002. Das Flugzeug sollte eigentlich verschrottet werden. Da die Landebahn des Flughafens Longreach lediglich für Kleinflugzeuge und nicht für Flugzeuge dieser Größenordnung ausgelegt war, wurden alle Sitze, die Innenverkleidungen und jeglicher Ballast zur Überführung der Maschine ausgebaut. Um die Boeing die 1000 km lange Strecke von Brisbane nach Longreach zu fliegen, wurde sie mit gerade ausreichend Kerosin betankt, während alle ausgebauten Teile per Lkw nach Longreach transportiert wurden. Vom Verkauf des in den Tanks verbliebenen Kerosins wurde die Reparatur und der Ausbau der Landebahn finanziert.
Des Weiteren befinden sich mehrere historischen Flugzeuge auf dem Ausstellungsgelände, die im Laufe der Jahre für die Fluggesellschaft im Einsatz waren. Unter anderem eine Douglas Corporation DC-3 VH-EAP, eine Avro 504K, eine De Havilland DH.50 Iris (Nachbau), eine De Havilland DH.61 Giant Moth (Nachbau) und die Catalina, ein Flugboot.
Aufgrund seiner Bedeutung ist der historische Hangar in die Australian National Heritage List eingetragen.

## Fotos

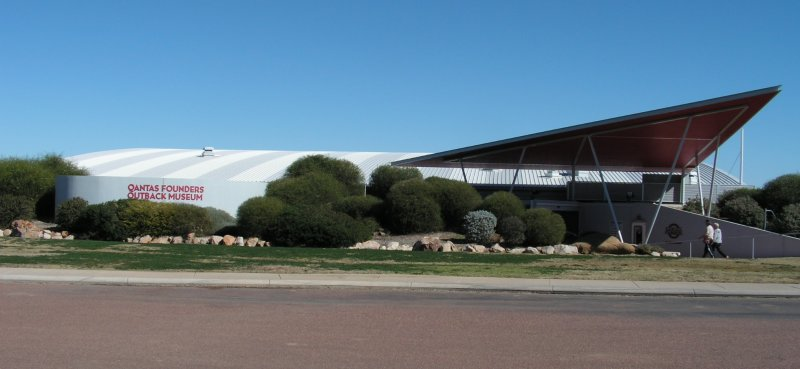
Eingang ins Hauptgebäude des Museums
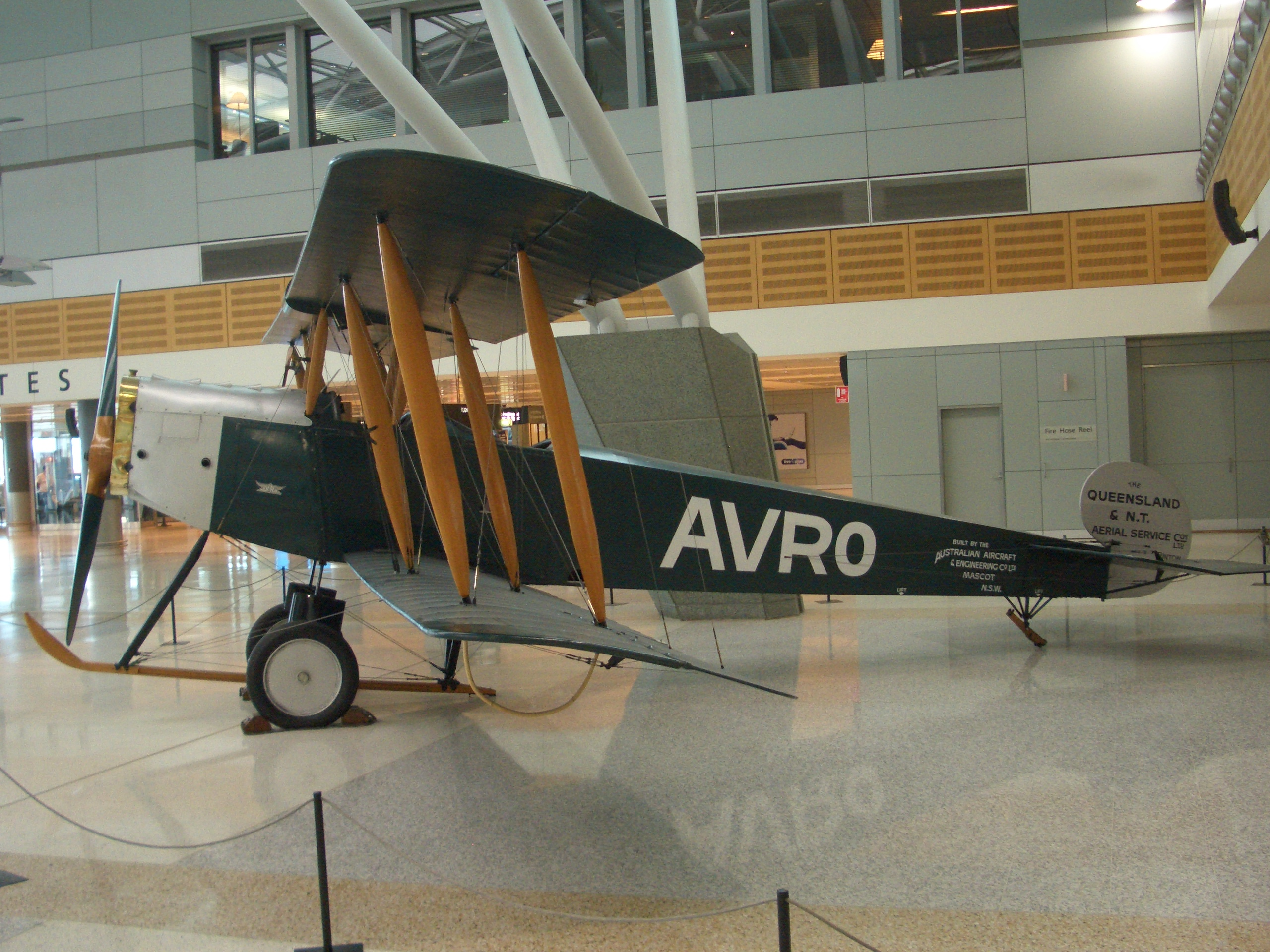
Das erste Passagierflugzeug der Qantas, die Avor 505 im Museum (Replik)
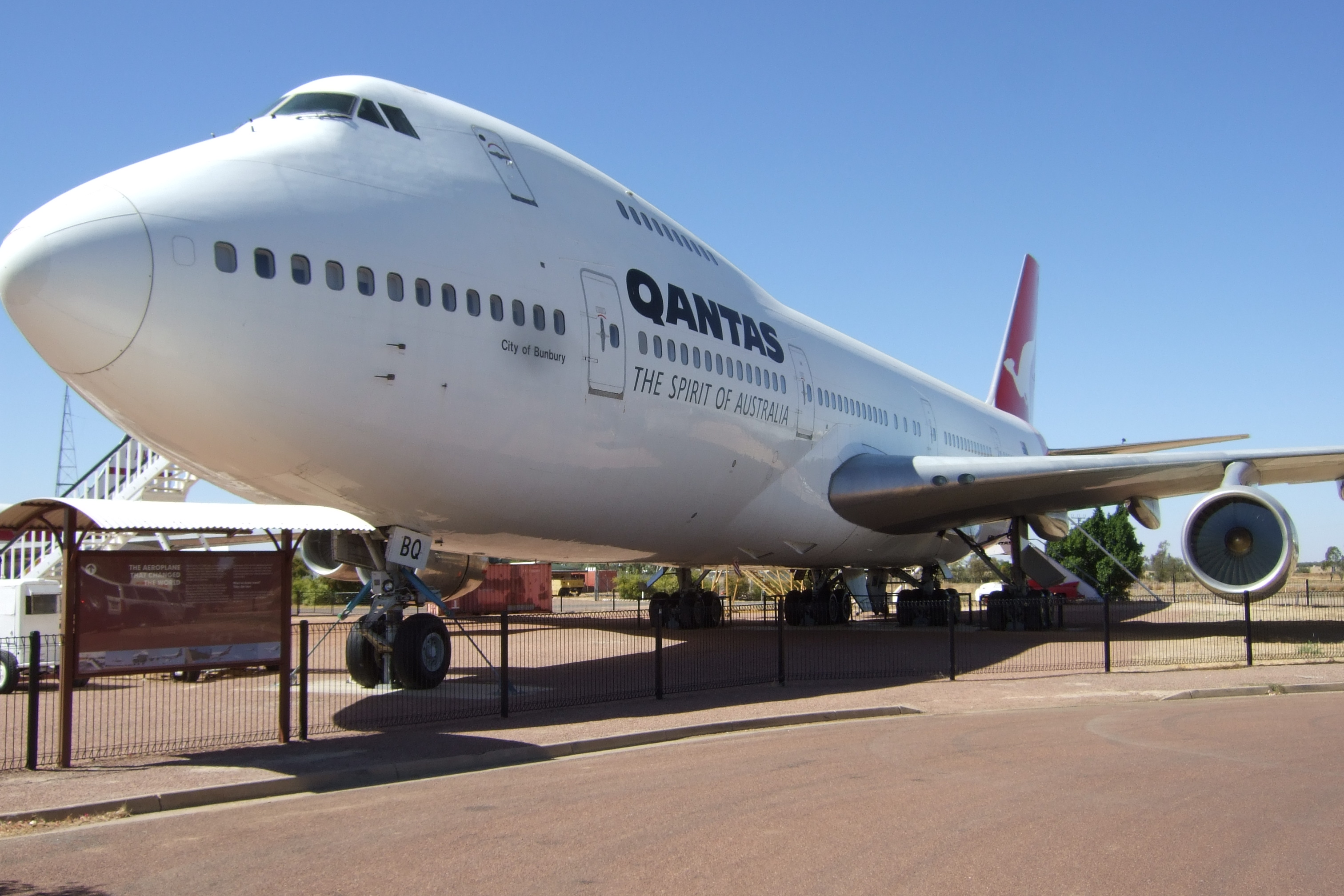
Die Boeing 747-200 (City of Bunbury) auf dem Museumsgelände